# جردن جکسون
جردن جکسون (انگلیسی: Jordan Jackson؛ زادهٔ ۱۹ سپتامبر ۱۹۹۰) بازیکن فوتبال اهل ایالات متحده آمریکا است.
از باشگاه‌هایی که در آن بازی کرده‌است می‌توان به هیوستون دش اشاره کرد.